# Ibrahima Hamayadji
 (mars 2025).
Ibrahima Hamayadji est un athlète camerounais née le 27 juillet 2005. Il est spécialiste du 100 mètres, du 200 mètres et du 400 mètres.
Ses meilleurs temps sont :
- 400 m : 39 s 51 en Turquie 12 aout 2022
- 200 m : 20 s 68 à Yaoundé le 4 février 2024
- 100 m : 10 s 31 à Douala, le 20 février 2021

Il est qualifié pour les 9e Jeux de la francophonie.

## Palmarès
| Date | Compétition                  | Lieu   | Résultat | Épreuve | Performance |
| ---- | ---------------------------- | ------ | -------- | ------- | ----------- |
| 2022 | Grand Prix International CAA | Douala | 1re      | 200 m   | 22 s 44     |
| 2022 | Grand Prix International CAA | Douala | 6e       | 100 m   | 10 s 81     |